# People's Choice Awards 2017
La 43ª edizione dei People's Choice Awards si è svolta il 18 gennaio 2017 al Microsoft Theater di Los Angeles. La cerimonia è stata presentata da Joel McHale.
In seguito sono elencate le categorie, il relativo vincitore è stato indicato in grassetto.

## Cinema

### Film

#### Film preferito
- Alla ricerca di Dory (Finding Dory), regia di Andrew Stanton
- Captain America: Civil War, regia di Anthony e Joe Russo
- Deadpool, regia di Tim Miller
- Suicide Squad, regia di David Ayer
- Zootropolis (Zootopia), regia di Byron Howard e Rich Moore

#### Film drammatico preferito
- Io prima di te (Me Before You), regia di Thea Sharrock
- Deepwater - Inferno sull'oceano (Deepwater Horizon), regia di Peter Berg
- Miracoli dal cielo (Miracles from Heaven), regia di Patricia Riggen
- Miss Peregrine - La casa dei ragazzi speciali (Miss Peregrine's Home for Peculiar Children), regia di Tim Burton
- Sully, regia di Clint Eastwood

#### Film commedia preferito
- Bad Moms - Mamme molto cattive (Bad Moms), regia di Jon Lucas e Scott Moore
- Una spia e mezzo (Central Intelligence), regia di Rawson Marshall Thurber
- Ghostbusters, regia di Paul Feig
- Single ma non troppo (How to Be Single), regia di Christian Ditter
- Cattivi vicini 2 (Neighbors 2: Sorority Rising), regia di Nicholas Stoller

#### Film d'azione preferito
- Deadpool, regia di Tim Miller
- Batman v Superman: Dawn of Justice, regia di Zack Snyder
- Captain America: Civil War, regia di Anthony e Joe Russo
- Suicide Squad, regia di David Ayer
- X-Men - Apocalisse (X-Men: Apocalypse), regia di Bryan Singer

#### Film per famiglie preferito
- Alla ricerca di Dory (Finding Dory), regia di Andrew Stanton
- Alice attraverso lo specchio (Alice Through the Looking Glass), regia di James Bobin
- Il libro della giungla (The Jungle Book), regia di Jon Favreau
- Pets - Vita da animali (The Secret Life of Pets), regia di Chris Renaud e Yarrow Cheney
- Zootropolis (Zootopia), regia di Byron Howard e Rich Moore

#### Film thriller preferito
- La ragazza del treno (The Girl on the Train), regia di Tate Taylor
- The Conjuring - Il caso Enfield (The Conjuring 2), regia di James Wan
- Nerve, regia di Henry Joost e Ariel Schulman
- La notte del giudizio - Election Year (The Purge: Election Year), regia di James DeMonaco
- Paradise Beach - Dentro l'incubo (The Shallows), regia di Jaume Collet-Serra

#### Film sci-fi/fantasy preferito
- Batman v Superman: Dawn of Justice, regia di Zack Snyder
- Suicide Squad, regia di David Ayer
- Rogue One: A Star Wars Story (Rogue One), regia di Gareth Edwards
- Warcraft - L'inizio (Warcraft), regia di Duncan Jones
- Animali fantastici e dove trovarli (Fantastic Beasts and Where to Find Them), regia di David Yates

#### Blockbuster preferito
- Animali fantastici e dove trovarli (Fantastic Beasts and Where to Find Them), regia di David Yates
- Doctor Strange, regia di Scott Derrickson
- Oceania (Moana), regia di Ron Clements e John Musker
- Rogue One: A Star Wars Story (Rogue One), regia di Gareth Edwards
- Sing, regia di Garth Jennings

### Recitazione

#### Attore preferito in un film
- Ryan Reynolds
- Robert Downey Jr.
- Tom Hanks
- Kevin Hart
- Will Smith

#### Attrice preferita in un film
- Jennifer Lawrence
- Scarlett Johansson
- Anna Kendrick
- Melissa McCarthy
- Margot Robbie

#### Attore preferito in un film drammatico
- Tom Hanks
- Ben Affleck
- George Clooney
- Chris Pine
- Mark Wahlberg

#### Attrice preferita in un film drammatico
- Blake Lively
- Amy Adams
- Emily Blunt
- Julia Roberts
- Meryl Streep

#### Attore preferito in un film commedia
- Kevin Hart
- Zac Efron
- Ryan Gosling
- Chris Hemsworth
- Dwayne Johnson

#### Attrice preferita in un film commedia
- Melissa McCarthy
- Kristen Bell
- Anna Kendrick
- Kristen Wiig
- Rebel Wilson

#### Attore preferito in un film d'azione
- Robert Downey Jr.
- Chris Evans
- Liam Hemsworth
- Ryan Reynolds
- Will Smith

#### Attrice preferita in un film d'azione
- Margot Robbie
- Scarlett Johansson
- Jennifer Lawrence
- Zoe Saldana
- Shailene Woodley

#### Voce preferita in un film d'animazione
- Ellen DeGeneres
- Jason Bateman
- Ginnifer Goodwin
- Kevin Hart
- Bill Murray

#### Icona cinematografica
- Johnny Depp
- Tom Cruise
- Tom Hanks
- Samuel L. Jackson
- Denzel Washington

## Televisione

### Programmi

#### Serie TV preferita
- Outlander
- The Big Bang Theory
- Grey's Anatomy
- Stranger Things
- The Walking Dead

#### Serie TV drammatica preferita
- Grey's Anatomy
- Chicago Fire
- Empire
- Le regole del delitto perfetto (How to Get Away with Murder)
- Quantico

#### Serie TV drammatica preferita (via cavo)
- Bates Motel
- The Americans
- Mr. Robot
- Pretty Little Liars
- Queen Sugar

#### Serie TV drammatica preferita (pay TV)
- Orange Is the New Black
- Homeland - Caccia alla spia (Homeland)
- House of Cards - Gli intrighi del potere (House of Cards)
- Narcos
- Power

#### Serie TV crime drama preferita
- Criminal Minds
- The Blacklist
- Law & Order - Unità vittime speciali (Law & Order: Special Victims Unit)
- Lucifer
- NCIS - Unità anticrimine (NCIS)

#### Serie TV commedia preferita
- The Big Bang Theory
- Black-ish
- Jane the Virgin
- Modern Family
- New Girl

#### Serie TV commedia preferita (via cavo)
- Baby Daddy
- Atlanta
- C'è sempre il sole a Philadelphia (It’s Always Sunny in Philadelphia)
- Real Husbands of Hollywood
- Younger

#### Serie TV commedia preferita (pay TV)
- Le amiche di mamma (Fuller House)
- The Mindy Project
- Shameless
- Unbreakable Kimmy Schmidt
- Veep - Vicepresidente incompetente (Veep)

#### Serie TV sci-fi/fantasy preferita
- Supernatural
- Arrow
- The Flash
- C'era una volta (Once Upon a Time)
- The Vampire Diaries

#### Serie TV sci-fi/fantasy preferita (via cavo)
- The Walking Dead
- American Horror Story
- Orphan Black
- Shadowhunters
- Teen Wolf

#### Serie TV sci-fi/fantasy preferita (pay TV)
- Outlander
- Il Trono di Spade (Game Of Thrones)
- Luke Cage
- Stranger Things
- Westworld - Dove tutto è concesso (Westworld)

#### Serie d'animazione preferita
- I Simpson (The Simpsons)
- American Dad!
- Bob's Burgers
- I Griffin (Family Guy)
- South Park

#### Talent show preferito
- The Voice
- America's Got Talent
- American Ninja Warrior
- Dancing with the Stars
- MasterChef

#### Nuova serie TV drammatica preferita
- This Is Us
- Bull
- Designated Survivor
- The Exorcist
- Timeless

#### Nuova serie TV commedia preferita
- Papà a tempo pieno (Man with a Plan)
- American Housewife
- The Good Place
- The Great Indoors
- Kevin Can Wait

### Recitazione e conduzione

#### Attore preferito in una serie TV (via cavo)
- Freddie Highmore
- Adam DeVine
- Zach Galifianakis
- Kevin Hart
- Rami Malek

#### Attrice preferita in una serie TV (via cavo)
- Vera Farmiga
- Ashley Benson
- Hilary Duff
- Lucy Hale
- Keri Russell

#### Attore preferito in una serie TV (pay TV)
- Dwayne Johnson
- Aziz Ansari
- Joshua Jackson
- Nick Jonas
- Kevin Spacey

#### Attrice preferita in una serie TV (pay TV)
- Sarah Jessica Parker
- Claire Danes
- Jane Fonda
- Julia Louis-Dreyfus
- Taylor Schilling

#### Attore preferito in una serie TV drammatica
- Justin Chambers
- Scott Foley
- Terrence Howard
- Taylor Kinney
- Jesse Williams

#### Attrice preferita in una serie TV drammatica
- Priyanka Chopra
- Viola Davis
- Taraji P. Henson
- Ellen Pompeo
- Kerry Washington

#### Attore preferito in una serie TV commedia
- Jim Parsons
- Tim Allen
- Anthony Anderson
- Matthew Perry
- Andy Samberg

#### Attrice preferita in una serie TV commedia
- Sofía Vergara
- Kaley Cuoco
- Zooey Deschanel
- Anna Faris
- Gina Rodriguez

#### Attore preferito in una serie TV crime drama
- Mark Harmon
- LL Cool J
- Chris O'Donnell
- Tom Selleck
- Donnie Wahlberg

#### Attrice preferita in una serie TV crime drama
- Jennifer Lopez
- Sophia Bush
- Mariska Hargitay
- Lucy Liu
- Pauley Perrette

#### Attore preferito in una serie TV sci-fi/fantasy
- Sam Heughan
- Jensen Ackles
- Andrew Lincoln
- Tyler Posey
- Ian Somerhalder

#### Attrice preferita in una serie TV sci-fi/fantasy
- Caitriona Balfe
- Millie Bobby Brown
- Emilia Clarke
- Lauren Cohan
- Jennifer Morrison

#### Attore preferito in una nuova serie TV
- Matt LeBlanc
- Kevin James
- Kiefer Sutherland
- Milo Ventimiglia
- Damon Wayans

#### Attrice preferita in una nuova serie TV
- Kristen Bell
- Jordana Brewster
- Minnie Driver
- Mandy Moore
- Piper Perabo

#### Conduttore preferito di un programma diurno
- Ellen DeGeneres
- Dr. Phil
- Steve Harvey
- Rachael Ray
- Kelly Ripa

#### Conduttore preferito di un talk show serale
- Jimmy Fallon
- Stephen Colbert
- James Corden
- Jimmy Kimmel
- Conan O'Brien

#### Gruppo di conduttori preferito di un programma diurno
- Good Morning America
- The Chew
- The Talk
- Today
- The View

## Musica

### Artista maschile preferito
- Justin Timberlake
- Drake
- Shawn Mendes
- Blake Shelton
- The Weeknd

### Artista femminile preferito
- Britney Spears
- Adele
- Beyoncé
- Ariana Grande
- Rihanna

### Gruppo musicale preferito
- Fifth Harmony
- The Chainsmokers
- Coldplay
- Panic! at the Disco
- Twenty One Pilots

### Artista emergente preferito
- Niall Horan
- Alessia Cara
- The Chainsmokers
- DNCE
- Zayn

### Artista country maschile preferito
- Blake Shelton
- Luke Bryan
- Sam Hunt
- Tim McGraw
- Keith Urban

### Artista country femminile preferita
- Carrie Underwood
- Kelsea Ballerini
- Miranda Lambert
- Reba McEntire
- Dolly Parton

### Gruppo musicale country preferito
- Little Big Town
- The Band Perry
- Florida Georgia Line
- Lonestar
- Zac Brown Band

### Artista pop preferito
- Britney Spears
- Adele
- Ariana Grande
- Sia
- Justin Timberlake

### Artista hip-hop preferito
- G-Eazy
- DJ Khaled
- Kendrick Lamar
- Kanye West
- Wiz Khalifa

### Artista R&B preferito
- Rihanna
- Beyoncé
- Drake
- Usher
- The Weeknd

### Album preferito
- If I'm Honest – Blake Shelton
- Anti – Rihanna
- Dangerous Woman – Ariana Grande
- Lemonade – Beyoncé
- Views – Drake

### Canzone preferita
- Can't Stop the Feeling! - Justin Timberlake
- No  - Meghan Trainor
- One Dance - Drake feat. Wizkid & Kyla
- Pillowtalk - Zayn
- Work - Rihanna feat. Drake

## Altri premi

### Social media celebrity preferita
- Britney Spears
- Stephen Amell
- Kim Kardashian
- Lady Gaga
- Shakira

### Social media star preferita
- Cameron Dallas
- Baby Ariel
- Nash Grier
- Liza Koshy
- Jacob Sartorius

### YouTube star preferita
- Lilly Singh
- Shane Dawson
- Miranda Sings
- Tyler Oakley
- PewDiePie

### Videogioco preferito
- Uncharted 4: Fine di un ladro (Uncharted 4: A Thief's End)
- Overwatch
- Titanfall 2
- Watch Dogs 2
- Dishonored 2

### Collaborazione comica preferita
- Ellen DeGeneres and Britney Spears Mall Mischief
- James Corden's Carpool Karaoke with Adele
- Lip Sync Battle with Channing Tatum and Jenna Dewan
- Conan O'Brien's Ride Along with Ice Cube and Kevin Hart
- Saturday Night Live with Alec Baldwin and Kate McKinnon

### CBS.comossessione digitale preferita
- Mannequin Challenge
- 360° & VR
- Facebook Live
- Pokémon Go
- Snapchat Leness